# Can Plantada (l'Ametlla del Vallès)
Can Plantada és una masia de l'Ametlla del Vallès (Vallès Oriental), inclosa a l'Inventari del Patrimoni Arquitectònic de Catalunya. Està situada al sud-oest del terme municipal, a tocar de Santa Eulàlia de Ronçana, a prop al nord-oest de Can Plandolit. Al seu entorn septentrional, en una part de les seves antigues terres, s'ha format el modern barri del mateix nom.

## Història
Era la casa pairal dels Plantada, llinatge documentat des del segle xiii, quan el 1217 Sibila d'Om va establir unes terres en emfiteusi a Miró de Plantada a cens d'una quartera de blat, i el 1219, Bernat de Plantada va adquirir a Arnau de Prat unes terres en alou.
El 1551, la pubilla Marquesa Plantada i Forns (1533-1576), filla d'Antoni Plantada i de Miquela Forns, de Can Forns, es va casar amb Pere Derrocada, de Can Derrocada (Sant Pere de Vilamajor), i en els capítols matrimonials, el seu avi Pere li va fer donació universal de la casa i d'altres masos units a ella. A la seva mort, va deixar el seu marit com a usufructuari i el seu fill Antoni Plantada i Derrocada com a hereu. El 1611, el seu fill Jaume Plantada i Umbert es va casar amb Magdalena Xammar, pubilla de Can Xammar de Dalt, amb només 12 anys d'edat. La nit del 25 d'agost del 1635, festa major de la parròquia de Sant Genís, fou assassinat a trets d'escopeta a través d'una espitllera de la casa.
L'hereu era el seu germà gran Pere Pau (1579-1623), que el 1609 es va casar amb Maria Àngela Palaudàrias, filla d'Antoni Joan Palaudàries, senyor de Can Palaudàries (Lliçà d'Amunt). El 1630, el seu fill i hereu Pere Pau Plantada i Palaudàries es va casar amb Margarida de Xammar, germana de la ja esmentada Magdalena. La nissaga va continuar amb Genís Plantada i Xammar, Josep Plantada i Colomer (1671-1708), Antoni Plantada i Coll (1708-1784), propietari de Can Marí (Corró d'Amunt), on va morir; Josep Plantada i Espinosa (1737-1810), Antoni Plantada i Vilar (1765-1804), Baldiri Plantada i Màrgens (1795-1865), i Josep Plantada i Vidal (1819-1898), que no deixà descendència.

## Descripció
La part central, dels segles xii-xiii, és de tipus 2 segons Danés, és a dir, amb la teulada a dues vessants perpendiculars a la façana, i al seu voltant s'hi han afegit un seguit d'edificacions que han arribat a formar l'estructura actual amb el barri tancat. La façana principal ha estat recentment arrebossada i les parets interiors d'aquesta són de pedra. D'altra banda, a la part alta hi ha un frontis quadrat amb dues obertures rodones i fet amb totxo que pot ser de principis del segle xix. Hi ha 7 finestres a façana, de les que 5 són balconeres, les dues de la planta baixa són convencionals. Dues tenen amb brancals de pedra sorrenca i la resta són de totxo. La porta d'entrada està descentrada de la façana, ja que la casa es va ampliar cap a l'esquerra i presenta un portal adovellat de grans dimensions. A mitja façana hi ha un rellotge de sol.
A l'interior destaca la divisió en tres cossos principals, tots ells amb volta catalana a la part baixa, seguint l'estructura típica de les reformes del segle xvi o xvii. Els terres són fets amb toves i hi destaca la gran cuina amb una llar de foc de grans dimensions amb un centre de pedra de molí. La pica també és espectacular. D'altra banda, a la banda dreta de l'entrada hi ha un menjador de grans proporcions i unes antigues cuines que van servir per acollir refugiats. A la part de darrere de l'estructura descrita hi ha una cuina antiga que pot ser del segle xvi. Just al costat de l'antiga cuina hi ha una gruta o fresquera d'aliments.
El primer pis segueix la mateixa divisió i es caracteritza per tenir les habitacions amb frescos a les parets, propis del segle xix. Al segons pis, el sostre és amb embigat de fusta, cairons i rajols i servia com a espai d'habitacions. La teulada és amb embigat de fusta cairons i teules. A la part de darrere de la casa hi ha adossats coberts agrícoles que eren on hi havia el bestiar i algun magatzem com ara la zona del trull de l'oli i del vi.
Adossat a la façana per la part dreta hi ha l'ala noble, on es conserva la capella de la masia. Aquest espai, dels segles xvii-xviii, està format per una part baixa on hi havia les cavallerisses i una galeria a cara sud per on els senyors accedien a les seves estances. Adossat a aquesta galeria hi ha l'accés a l'edifici noble, de planta quadrada. A l'altre costat hi trobem la capella i una altra galeria que donava a l'interior del pati i a cara sud. En aquesta ala, En aquests espais els sostres són d'embigat de fusta cairons i rajols. Finalment, per culminar les galeries hi ha una un mur amb porta que tanca el barri, davant del qual hi ha l'era i el cobert, tots dos de proporcions majestuoses.
L'espai agrícola de Can Plantada és un dels pocs reductes a la zona amb bosc, conreu i un valor paisatgístic que ha mantingut la pressió de l'entorn.